# 경상북도립울진공공도서관
경상북도립울진공공도서관은 경상북도 울진군 울진읍 소재의 도서관이다.

## 연혁
- 1974년 3월 22일 울진군 공공도서관 개관
- 1979년 9월 11일 울진군 공공도서관 사용조례 개정
- 1991년 3월 25일 경상북도립울진공공도서관으로 명칭변경
- 1994년 10월 14일 경상북도립울진공공도서관 이전공사 착공
- 1995년 12월 31일 경상북도립울진공공도서관 준공
- 1996년 2월 1일 경상북도립울진공공도서관 신축이전 개관
- 2000년 9월 18일 경상북도립울진공공도서관 3층 다용도실 증축공사
- 2003년 3월 1일 경상북도평생학습관 지정
- 2003년 6월 25일 전자정보실 개실
- 2006년 12월 31일 1층 구조보강공사 후 자료실 이동
- 2007년 3월 27일 무인자동대출반납기 및 자료분실방지시스템 구축
- 2009년 9월 25일 홈페이지 재구축
- 2012년 12월 31일 홈페이지 웹접근성 준수 개편

## 시설현황
- 3층: 평생학습실, 관장실, 회의실, 전자정보실
- 2층: 종합자료실
- 1층: 어린이열람실, 일반열람실, 사무실, 문서고, 준비실
- 지하1층: 보일러실

## 이용 안내
이용 시간
- 어린이열람실(1층), 종합자료실(2층), 전자정보실(3층): 화~금요일 09:00 ~ 18:00 / 토~일요일 09:00 ~ 17:00
- 일반열람실(1층): 화~일요일 09:00 ~ 22:00

휴관일
- 정기 휴관일: 매주 월요일 및 토요일ㆍ일요일을 제외한 관공서의 공휴일
- 임시 휴관일: 국가의 임시 공휴일, 특별한 사유로 도서관장이 지정한 날